# یواس‌اس بریسکو (ای‌پی‌ای-۶۵)
یواس‌اس بریسکو (ای‌پی‌ای-۶۵) (به انگلیسی: USS Briscoe (APA-65)) یک کشتی است که طول آن ۴۲۶ فوت (۱۳۰ متر) می‌باشد. این کشتی در سال ۱۹۴۴ ساخته شد.